# Clastoptera bimaculata
Clastoptera bimaculata är en insektsart som beskrevs av Baker 1900. Clastoptera bimaculata ingår i släktet Clastoptera och familjen Clastopteridae. Inga underarter finns listade i Catalogue of Life.